# Auw (Svizzera)
Auw (toponimo tedesco) è un comune svizzero di 2 111 abitanti del Canton Argovia, nel distretto di Muri.

## Storia
Dal suo territorio nel 1803 fu scorporata la località di Wallenschwil, aggregata al comune di Beinwil bei Muri.

## Monumenti e luoghi d'interesse

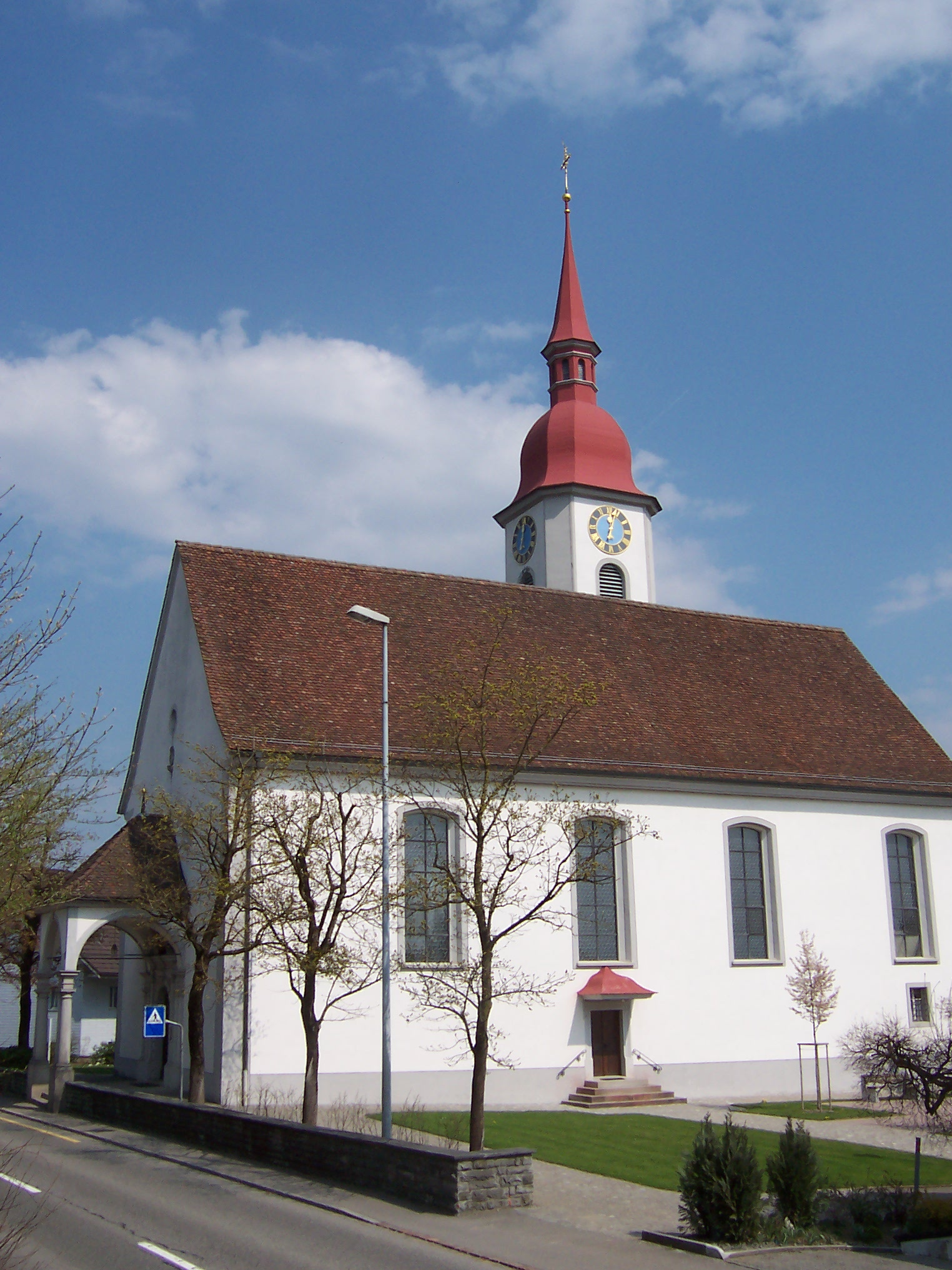
La chiesa cattolica di San Nicola

- Chiesa cattolica di San Nicola, attestata dal 1331 e ricostruita nel 1705[1].

## Società

### Evoluzione demografica
L'evoluzione demografica è riportata nella seguente tabella:
Abitanti censiti

## Amministrazione
Ogni famiglia originaria del luogo fa parte del cosiddetto comune patriziale e ha la responsabilità della manutenzione di ogni bene ricadente all'interno dei confini del comune.